# Mike Wallace (journalist)
 For alternative betydninger, se Mike Wallace. (Se også artikler, som begynder med Mike Wallace)
Myron Leon "Mike" Wallace (9. maj 1918 – 7. april 2012) var en amerikansk journalist og var tidligere ansat hos Columbia Broadcasting System, hvor han i mange år medvirkede i nyhedsmagasinet 60 Minutes.